# Кулявка
Куля́вка — річка в Україні, в межах Ярмолинецького та Городоцького районів Хмельницької області. Ліва притока Чорноводки (басейн Дністра).

## Опис
Довжина 24 км. Площа водозбірного басейну 165 км². Долина переважно широка і неглибока. Річище слабозвивисте (в пониззі більш звивисте). Є кілька ставків. 

## Розташування
Кулявка бере початок біля села Косогірка. Тече спершу на північний захід і захід, далі — на південь, потім знову на захід, у пригирловій частині — на південь. Впадає до Чорниводки на захід від села Стара Пісочна.